# Tina Correia
Janete Correia de Melo, conhecida como Tina Correia (Aracaju, 1941) é uma jornalista e escritora brasileira.
Foi uma das "meninas de Ibiúna", presas e fichadas pelo Deops quando participava do congresso clandestino da União Nacional dos Estudantes, em 1968. Ficou presa por oito dias e depois fugiu.
É formada em Letras e em Jornalismo, e mestra em Literatura Brasileira. Estreou na literatura em 2016, com o romance Essa Menina, que conta a história de uma órfã em Sergipe entre a década de 1930 e a de 1960.

## Obras
- 2016 - Essa Menina - De Paris a Paripiranga (Alfaguara) - Finalista do Prêmio São Paulo de Literatura, na categoria Autor estreante com mais de 40 anos[8].